# 셰리던 칼리지
셰리던 칼리지(Sheridan College)은 캐나다 온타리오 주 오크빌에 있는 2년제 공립 전문대학이다. 1967년 개교되었다.